# Хлоросома
Хлоросома — це фотосинтетичний антенний комплекс, який міститься в зелених сірчаних бактеріях (ЗСБ) та деяких зелених ниткоподібних аноксигенних фототрофах (НАФ) (Chloroflexaceae, Oscillochloridaceae ; обидва члени Chlorflexia). Вони відрізняються від інших антенних комплексів великими розмірами та відсутністю білкової матриці, що підтримує фотосинтетичні пігменти. Зелені сірчані бактерії — це група організмів, які зазвичай живуть в умовах надзвичайно слабкого освітлення, наприклад, на глибині 100 метрів у Чорному морі . Здатність захоплювати світлову енергію і швидко доставляти її туди, куди потрібно, є життєво необхідною для цих бактерій, деякі з яких бачать лише кілька фотонів світла на хлорофіл в день. Для цього бактерії містять структури — хлоросоми, які містять до 250 000 молекул хлорофілу . Хлоросоми — це еліпсоїдальні тіла, у ЗСБ їх довжина коливається від 100 до 200 нм, ширина 50-100 нм і висота 15 — 30 нм, у НАФ хлоросоми дещо менші.

## Будова
Форма хлоросоми може змінюватись між видами: деякі види містять хлоросоми еліпсоїдальної форми, а інші містять хлоросоми конічної або неправильної форми.середині зеленої сірчаної бактерії хлоросоми приєднуються до реакційних центрів типу I в клітинній мембрані за допомогою ФМО-білків та основної пластинки хлоросоми, що складається з білків CsmA. Ниткоподібні аноксигенні фототрофи типу Chloroflexi не мають комплексу ФМО, а натомість використовують білковий комплекс під назвою B808-866. На відміну від білків ФМО у зелених сірчаних бактеріях, білки B808-866 вбудовуються в цитоплазматичну мембрану та оточуючі реакційні центри типу II, забезпечуючи зв'язок між реакційними центрами та опорною пластиною.
До складу хлоросом в основному входить бактеріохлорофіл з невеликою кількістю каротиноїдів та хінонів, оточених галактоліпідним моношаром. У Chlorobi, хлоросоми моношарів можуть містити до одинадцяти різних білків. Білки Chlorobi — це ті, які в даний час найкраще вивчені з точки зору будови та функції. Ці білки названі CsmA через CsmF, CsmH через CsmK і CsmX. Інші білки Csm з різними буквеними суфіксами можна знайти в Chloroflexi та Ca. Chloracidobacterium .
У межах хлоросоми тисячі молекул пігменту бактеріохлорофілу мають здатність самостійно об'єднуватись між собою, тобто вони не взаємодіють із комплексами білкової основи для об'єдніння. Ці пігменти самостійно об'єднуються в пластинчасті структури близько 10-30 нм в ширину

## Організація світлозбиральних пігментів
Бактеріохлорофіл2 та каротиноїди — дві молекули, що відповідають за збирання світлової енергії. Сучасні моделі організації бактеріохлорофілу та каротиноїдів (основні складові) всередині хлоросом уклали їх у Ламелярну організацію, де довгі хвости фарнезолу бактеріохлорофілу перемежовуються з каротиноїдами та один з одним, утворюючи структуру, що нагадує ліпідний мультишар .
Нещодавно чергове дослідження визначило організацію молекул бактеріохлорофілу3 в зелених сірчаних бактеріях . Оскільки їх було так важко вивчити, хлоросоми в зелених сірчаних бактеріях є останнім класом світлозбиральних комплексів, структура яких охарактеризована вченими. Кожна окрема хлоросома має унікальну організацію, і ця мінливість організації заважала вченим використати рентгенівську кристалографію для того щоб охарактеризувати внутрішню структуру. Щоб вирішити цю проблему, команда використовувала поєднання різних експериментальних підходів. Генетичні методи, щоб створити бактерію-мутанта з більш регулярною внутрішньою структурою, кріоелектронна мікроскопія для виявлення більших обмежень відстані дії для хлоросом, твердотільного ядерно-магнітного резонансу (ЯМР) для визначення структури молекули хлорофілу, складової хлоросоми, та моделювання, щоб зібрати всі частини і створити остаточну картину хлоросоми.
Щоб створити мутанта, три гени були деактивовані тим, що зелені сірчані бактерії отримали пізніше в ході еволюції . Таким чином вдалося повернутися назад в еволюційному часі до проміжного стану з набагато менш змінними та краще упорядкованими хлоросомовими органелами, ніж у дикого виду . Хлоросоми були виділені з бактерій мутантів та дикого виду . Кріоелектронна мікроскопія використовувалася для фотографування хлоросом. Зображення показують, що молекули хлорофілу всередині хлоросом мають форму нанотрубки . Потім команда використовувала MAS ЯМР-спектроскопію для вирішення мікроскопічного розташування хлорофілу всередині хлоросоми. Враховуючи обмеження по відстані та аналіз струмів кільцевого потоку ДПФ, було виявлено, що організація складається з унікальної синхронної антимономерного нашарування. Поєднання ЯМР, кріоелектронної мікроскопії та моделювання дозволило вченим визначити, що молекули хлорофілу у бактеріях зеленої сірки розташовані спіралями . У мутантних бактерій молекули хлорофілу розташовані під кутом майже 90 градусів по відношенню до довгої осі нанотрубок, тоді як кут в організмі дикого виду менш крутий.

## Альтернативне джерело енергії
Взаємодії, що призводять до об'єднань хлорофілів у хлоросомах, досить прості, і одного дня результати таких досліджень можуть бути використані для створення штучних фотосинтетичних систем, які перетворюють сонячну енергію в електрику або біопаливо.

## Список бактеріальних видів, що містять хлоросоми
- Chlorobiaceae
  - Chlorobium limicola(інші мови)
  - Chlorobium phaeobacteroides(інші мови)
  - Chlorobium phaeovibrioides(інші мови)
  - Chlorobium vibrioforme(інші мови)
  - Chlorobium tepidum(інші мови)
  - Pelodictyon lutoleum
  - Prostecochloris aestuarii
- Chloroflexaceae[fr]
  - Chloroflexus aurantiacus[en]
  - Chloroflexus aggregans(інші мови)
  - Chloronema giganteum(інші мови)
- Oscillochloridaceae[d]
  - Oscillochloris trichoides(інші мови)
- Acidobacteriaceae(інші мови)
  - Chloracidobacterium thermophilum(інші мови)[7]